# Tatort: Janus
Janus ist ein deutscher Fernsehfilm aus der ARD-Krimireihe Tatort. Im Fall des Hessischen Rundfunks aus dem Jahr 2004 mit den Frankfurter Ermittlern Dellwo und Sänger geht es um die Ermordung einer Schulpsychiaterin und um Verdächtige mit unterschiedlichen psychischen Erkrankungen. Es ist die 564. Tatort-Folge und der vierte Fall dieses Ermittlerteams.

## Handlung
Charlotte Sänger und Fritz Dellwo wohnen der Beerdigung von Charlottes Eltern bei, die einem Gewaltverbrechen zum Opfer gefallen sind. Vom Leichenschmaus werden die beiden zu einem Internat gerufen, wo Frau Dr. Wick, die Schulpsychologin, ermordet aufgefunden wurde. Sie war mit fünf Messerstichen getötet worden, jeder einzelne wäre schon tödlich gewesen. Sänger meldet sich spontan freiwillig, Undercover als neue Schulpsychologin aufzutreten, um so die Ermittlungen voranzubringen. Lehrer und Schüler reagieren entsetzt auf die Nachricht. Einer der Schüler, der sich bei Dr. Wick um den Garten gekümmert hat, verdächtigt Herrn Wick, der seine Frau schlecht behandelt und ihr gedroht haben soll. Dellwo sucht Herrn Wick auf, dieser reagiert wenig überrascht und kühl. Er renoviert gerade das Haus mit seiner neuen Lebensgefährtin Claudia Schönfeld, einer ehemaligen Patientin seiner Frau. Er redet abfällig über seine tote Frau und deren Patientin und verdächtigt den polizeibekannten Vergewaltiger Karl Lichti, der ebenfalls bei Dr. Wick in Behandlung war.
Dellwo sucht Lichti auf, in seiner Wohnung findet er eine Menge heimlich aufgenommener Fotos von Dr. Wick, seine früheren Opfer hatte er ebenfalls vor der Tat fotografiert. Als Dellwo ihn festnehmen will, wird er von Lichti niedergeschlagen. Fromm hält den Einsatz von Sänger in der Schule daraufhin nicht mehr notwendig, sie will allerdings weitermachen, da sie glaubt, den Täter in der Schule zu finden. Sie informiert Fromm, dass Patientenakten verschwunden sind, die Akte von Lichti ist allerdings noch da. Am Abend unterhalten sich Sänger und Dellwo, der inzwischen bei Sänger eingezogen ist, über den Fall. Die beiden kommen auf die Idee, Lichtis Bilder durchzugehen, da er, wenn er selbst nicht der Mörder ist, diesen zufällig fotografiert haben könnte. In der Wohnung stellen die Beamten zwei junge Männer, doch diese geben an, lediglich wegen der gleichen Spannerneigung Interesse an Lichtis Fotos zu haben. Während Sänger die Angehörigen der Patienten von Dr. Wick befragt, die sich während der Behandlung das Leben genommen haben, sucht Claudia Schönfeld Dellwo auf und gesteht, dass sie ihn bezüglich des Alibis angelogen haben. Herr Wick war am Tatabend noch zu seiner Frau gefahren, um dort Farbe für die Renovierung zu holen. Er gibt allerdings an, seine Frau habe zu dem Zeitpunkt noch gelebt.
Anne Walter, eine Schülerin, sucht Sänger in der Schule auf, weil sie sich Sorgen um ihren Mitschüler Daniel macht, der depressiv ist und Probleme mit seinem Vater hat. Im Gespräch kommt allerdings heraus, dass sie in den Lehrer Felix Klär verliebt ist und sich eine Zukunft mit ihm erträumt. Sie ist eifersüchtig, weil sie glaubt, Charlotte und er seien sich näher gekommen. Unterdessen sucht Lichti die Schule auf und möchte Zutritt zur Schule. Er nimmt die Lehrerin Michaela Metzner kurzfristig als Geisel und kann dann aus der Schule fliehen. Sie sagt Dellwo gegenüber aus, dass Lichti ins Büro von Schuldirektor Seidenstricker wollte. Seidenstricker wiederum wendet sich an Anne Walter, die beobachtet hatte, dass Seidenstricker Dr. Wick sexuell belästigt hatte. Er befürchtet, dass Anne Sänger etwas erzählt haben könnte, doch sie versichert, ihr nichts darüber erzählt zu haben. In der Nacht bricht Lichti in das Schlafzimmer von Sänger ein,  um sie mitten in der Nacht zu bitten, ihn weiter zu therapieren. Als er erkennt, dass Sänger Polizistin ist, versucht er, sie zu überwältigen. Mit Unterstützung ihres hinzu geeilten neuen Mitbewohners Dellwo kann sie Lichti überwältigen. Im Verhör bestreitet er den Mord an Dr. Wick und beschuldigt Seidenstricker. Noch in derselben Nacht wird Sänger zur Schule gerufen, Anne steht auf dem Dach der Schule und droht, sich hinunterzustürzen.
Anne möchte sterben, weil ihr das Leben sinnlos erscheint, sie fühlt sich von allen ignoriert und nicht geachtet. Sänger kann Anne dazu bewegen, vom Dach herunterzukommen und nimmt sie mit zu sich nach Hause. Lichti wird stattdessen von seiner raffinierten Strafverteidigerin aus der Untersuchungshaft geholt. Sänger spricht mit Felix Klär, sie konfrontiert ihn damit, dass er Patient bei Dr. Wick war, er hat psychische Probleme und fügt sich selbst Verbrennungen zu. In den Akten war sein Name unter dem Pseudonym „Janus“ anonymisiert. Klär genießt die Liebe von Schülern wie Anne Walter, er genießt es, Schüler zu manipulieren. Wenn Schüler seinetwegen Selbstmord begehen, ergötzt er sich an der Macht, die er über sie hatte. Auch Dellwo und sein Team finden mittlerweile heraus, dass es unter Klär auch an seiner vorherigen Schule Selbstmorde gegeben hat und fahren zur Schule. Klär schließt sich mit Sänger im Raum ein und bringt sie so in seine Gewalt. Er gesteht, Dr. Wick getötet zu haben, weil sie ihn in eine Psychiatrie einweisen wollte. Klär bedroht Sänger mit einem Messer und entkommt mit ihr aus der Schule. Dellwo und Fromm folgen ihr, anhand von Glockengeläut können sie den Fluchtweg der beiden nachvollziehen. Dellwo telefoniert mit Klär, er suggeriert Klär, sich erschießen zu wollen, um Sänger zu retten, Charlotte baut daraufhin einen Unfall. Als die Beamten am Unfallort eintreffen, sind Klär und Sänger verschwunden.
Im Wald hat Klär Sänger an einem Strick aufgehängt und genießt ihren verzweifelten Todeskampf. Plötzlich taucht Lichti auf, er schießt Klär nieder, weil dieser Dr. Wick getötet hatte. Dellwo und Fromm treffen kurz darauf ein und können Sänger im letzten Moment losschneiden.

## Hintergrund
Der Gesamtmarktanteil betrug 23,9 %, 8,28 Millionen Zuschauer sahen die Erstausstrahlung.
In dieser Frankfurter Tatort-Folge spielt – wie schon in der Folge zuvor – Barbara Philipp mit, allerdings in einer völlig gegensätzlichen Rolle. Diesmal eine leicht verhuschte Lehrerin, in der Folge davor eine drogensüchtige Prostituierte.

## Kritik
Die Kritiker der Fernsehzeitschrift TV-Spielfilm fanden, „die Ermittler [geben] alles, aber der Fall fesselt nicht“ und beurteilen diesen Tatort mittelmäßig mit dem Fazit „Viel Seelenschau, nur leider zu wenig Krimi“.